# Championnats du monde de pentathlon moderne
Les Championnats du monde de pentathlon moderne sont une compétition internationale de pentathlon moderne se tenant annuellement depuis 1949 sous l'égide de l'Union internationale de pentathlon moderne (UIPM).

## Éditions
Le tableau ci-dessous présente les éditions des championnats du monde ainsi que ses villes organisatrices associées.
| Édition    | Année | Meilleure nation                         | Ville organisatrice Hommes        | Ville organisatrice Femmes       |
| ---------- | ----- | ---------------------------------------- | --------------------------------- | -------------------------------- |
| I          | 1949  | Suède                                    | Stockholm ( Suède)                |                                  |
| II         | 1950  | Suède                                    | Berne ( Suisse)                   |                                  |
| III        | 1951  | Suède                                    | Helsingborg ( Suède)              |                                  |
| IV         | 1953  | Hongrie                                  | Santo Domingo ( Chili)            |                                  |
| V          | 1954  | Hongrie Suède                            | Budapest ( Hongrie)               |                                  |
| VI         | 1955  | Hongrie Union soviétique                 | Zurich ( Suisse)                  |                                  |
| VII        | 1957  | Union soviétique                         | Stockholm ( Suède)                |                                  |
| VIII       | 1958  | Union soviétique                         | Aldershot ( Royaume-Uni)          |                                  |
| IX         | 1959  | Union soviétique                         | Hershey ( États-Unis)             |                                  |
| X          | 1961  | Union soviétique                         | Moscou ( Union soviétique)        |                                  |
| XI         | 1962  | Union soviétique                         | Mexico ( Mexique)                 |                                  |
| XII        | 1963  | Hongrie                                  | Macolin ( Suisse)                 |                                  |
| XIII       | 1965  | Hongrie                                  | Leipzig ( Allemagne de l'Est)     |                                  |
| XIV        | 1966  | Hongrie                                  | Melbourne ( Australie)            |                                  |
| XV         | 1967  | Hongrie                                  | Jönköping ( Suède)                |                                  |
| XVI        | 1969  | Hongrie Union soviétique                 | Budapest ( Hongrie)               |                                  |
| XVII       | 1970  | Hongrie                                  | Warendorf ( Allemagne de l'Ouest) |                                  |
| XVIII      | 1971  | Hongrie                                  | San Antonio ( États-Unis)         |                                  |
| XIX        | 1973  | Union soviétique                         | Londres ( Royaume-Uni)            |                                  |
| XX         | 1974  | Union soviétique                         | Moscou ( Union soviétique)        |                                  |
| XXI        | 1975  | Union soviétique Hongrie                 | Mexico ( Mexique)                 |                                  |
| XXII       | 1977  | Pologne                                  | San Antonio ( États-Unis)         |                                  |
| XXIII      | 1978  | Pologne                                  | Jönköping ( Suède)                |                                  |
| XXIV       | 1979  | États-Unis                               | Budapest ( Hongrie)               |                                  |
| XXV        | 1981  | Royaume-Uni Pologne Suède Italie Hongrie | Zielona Góra ( Pologne)           | Londres ( Royaume-Uni)           |
| XXVI       | 1982  | Royaume-Uni                              | Rome ( Italie)                    | Compiègne ( France)              |
| XXVII      | 1983  | Union soviétique                         | Warendorf ( Allemagne de l'Ouest) | Göteborg ( Suède)                |
| XXVIII     | 1984  | Union soviétique                         |                                   | Copenhague ( Danemark)           |
| XXIX       | 1985  | Union soviétique                         | Melbourne ( Australie)            | Montréal ( Canada)               |
| XXX        | 1986  | Italie                                   | Montecatini Terme ( Italie)       | Montecatini Terme ( Italie)      |
| XXXI       | 1987  | Union soviétique                         | Moulins ( France)                 | Bensheim ( Allemagne de l'Ouest) |
| XXXII      | 1988  | Pologne France                           |                                   | Varsovie ( Pologne)              |
| XXXIII     | 1989  | Hongrie                                  | Budapest ( Hongrie)               | Wiener Neustadt ( Autriche)      |
| XXXIV      | 1990  | Union soviétique                         | Lahti ( Finlande)                 | Linköping ( Suède)               |
| XXXV       | 1991  | Pologne                                  | San Antonio ( États-Unis)         | Sydney ( Australie)              |
| XXXVI      | 1992  | Pologne                                  | Winterthour ( Suisse)             | Budapest ( Hongrie)              |
| XXXVII     | 1993  | Hongrie                                  | Darmstadt ( Allemagne)            | Darmstadt ( Allemagne)           |
| XXXVIII    | 1994  | Hongrie                                  | Sheffield ( Royaume-Uni)          | Sheffield ( Royaume-Uni)         |
| XXXIX      | 1995  | Pologne                                  | Bâle ( Suisse)                    | Bâle ( Suisse)                   |
| XL         | 1996  | Pologne                                  | Rome ( Italie)                    | Sienne ( Italie)                 |
| XLI        | 1997  | Russie                                   | Sofia ( Bulgarie)                 | Sofia ( Bulgarie)                |
| XLII       | 1998  | Pologne                                  | Mexico ( Mexique)                 | Mexico ( Mexique)                |
| XLIII      | 1999  | Hongrie                                  | Budapest ( Hongrie)               | Budapest ( Hongrie)              |
| XLIV       | 2000  | Hongrie Pologne                          | Pesaro ( Italie)                  | Pesaro ( Italie)                 |
| XLV        | 2001  | Hongrie Royaume-Uni                      | Millfield ( Royaume-Uni)          | Millfield ( Royaume-Uni)         |
| XLVI       | 2002  | Hongrie                                  | San Francisco ( États-Unis)       | San Francisco ( États-Unis)      |
| XLVII      | 2003  | Hongrie                                  | Pesaro ( Italie)                  | Pesaro ( Italie)                 |
| XLVIII     | 2004  | Corée du Sud Biélorussie                 | Moscou ( Russie)                  | Moscou ( Russie)                 |
| XLIX       | 2005  | Russie                                   | Varsovie ( Pologne)               | Varsovie ( Pologne)              |
| L          | 2006  | Hongrie                                  | Guatemala ( Guatemala)            | Guatemala ( Guatemala)           |
| LI         | 2007  | Allemagne                                | Berlin ( Allemagne)               | Berlin ( Allemagne)              |
| LII        | 2008  | Hongrie Biélorussie                      | Budapest ( Hongrie)               | Budapest ( Hongrie)              |
| LIII       | 2009  | Tchéquie                                 | Londres ( Royaume-Uni)            | Londres ( Royaume-Uni)           |
| LIV        | 2010  | Russie Lituanie                          | Chengdu ( Chine)                  | Chengdu ( Chine)                 |
| LV         | 2011  | Hongrie                                  | Moscou ( Russie)                  | Moscou ( Russie)                 |
| LVI        | 2012  | Russie                                   | Rome ( Italie)                    | Rome ( Italie)                   |
| LVII       | 2013  | Russie                                   | Kaohsiung ( Taipei chinois)       | Kaohsiung ( Taipei chinois)      |
| LVIII      | 2014  | Chine                                    | Varsovie ( Pologne)               | Varsovie ( Pologne)              |
| LIX        | 2015  | Allemagne                                | Berlin ( Allemagne)               | Berlin ( Allemagne)              |
| LX         | 2016  | Hongrie                                  | Moscou ( Russie)                  | Moscou ( Russie)                 |
| LXI        | 2017  | Allemagne                                | Le Caire ( Égypte)                | Le Caire ( Égypte)               |
| LXII       | 2018  | France                                   | Mexico ( Mexique)                 | Mexico ( Mexique)                |
| LXIII      | 2019  | Biélorussie                              | Budapest ( Hongrie)               | Budapest ( Hongrie)              |
| Annulé     | 2020  | N/A                                      | Cancun ( Mexique)                 | Cancun ( Mexique)                |
| LXIV       | 2021  | Hongrie                                  | Le Caire ( Égypte),               | Le Caire ( Égypte),              |
| LXV        | 2022  | Corée du Sud                             | Alexandrie ( Égypte)              | Alexandrie ( Égypte)             |
| LXVI       | 2023  | Égypte                                   | Bath ( Royaume-Uni)               | Bath ( Royaume-Uni)              |
| LXVII      | 2024  | Corée du Sud                             | Zhengzhou ( Chine)                | Zhengzhou ( Chine)               |
| LXVIII     | 2025  |                                          | Druskininkai ( Lituanie)          | Druskininkai ( Lituanie)         |
| I (relais) | 2025  |                                          | Alexandrie ( Égypte)              | Alexandrie ( Égypte)             |